# إلين تيري
كانت السيدة إلين تيري، الحاصلة على لقب سيدة الصليب الأكبر (GBE) (من 27 من فبراير 1847م حتى 21 من يوليو 1928م) ممثلة مسرح إنجليزية حققت مكانة رائدة من خلال تمثيلها لأعمال شكسبير في بريطانيا.
وُلِدت تيري في عائلة تتكون من عدة ممثلين، فبدأت وهي طفلة بالتمثيل في مسرحيات شكسبير؛ وفي مرحلة المراهقة، استمرت في التمثيل في لندن وعدة أماكن أخرى. تزوجت الفنان جورج فريدريك واتس عن عمر يناهر ستة عشر عامًا وكان أكبر منها في العمر كثيرًا، ولكنهما انفصلا خلال سنة. وعادت بعدها مباشرةً للتمثيل ثم بدأت في علاقتها مع المهندس المعماري إدوارد ويليام جودوين واعتزلت التمثيل المسرحي لمدة ست سنوات. ثم عادت إلى التمثيل مرة أخرى عام 1874م، وفور عودتها تم اختيارها للتمثيل في أعمال شكسبير وأعمال كلاسيكية أخرى.
في عام 1878م، انضمت إلين تيري إلى شركة هنري إيرفينج التي كانت تمثل المسرح الكلاسيكي الإنجليزي في ذلك الوقت وكانت الممثلة السيدة الرائدة أمام هنري إيرفينج، وبعدها أصبحت الممثلة الرائدة في بريطانيا لأعمال شكسبير وللأعمال الكوميدية الأخرى لأكثر من عقدين كاملين. من أشهر أعمالها، دور بورشيا في مسرحية تاجر البندقية (The Merchant of Venice) ودور بياتريس (Beatrice) في المسرحية الكوميدية جعجعة بلا طحن (Much Ado About Nothing). نجح الممثلان تيري وإيرفينج نجاحًا كبيرًا أيضًا عندما قاما بالتمثيل في أمريكا وبريطانيا.
في عام 1903م، تولت تيري إدارة المسرح الملكي في لندن، وركزت على مسرحيات جورج برناردشو وهنريك إبسن. ولكن لم تنجح في إدارة المسرح وتسببت في خسائر مالية، ثم ذهبت بعد ذلك في جولة وبعدها أعطت محاضرات أيضًا. استمر نجاح تيري في التمثيل حتى عام 1920م، واستمرت هي في الظهور في الأفلام حتى عام 1922م. وبذلك، تكون تيري عملت بالتمثيل لمدة ما يقرب من سبعة عقود.

## أنظر أيضا
- بياتريس إيرفين

## وصلات خارجية
- إلين تيري على موقع IMDb (الإنجليزية)
- إلين تيري على موقع الموسوعة البريطانية (الإنجليزية)
- إلين تيري على موقع ميوزك برينز (الإنجليزية)
- إلين تيري على موقع قاعدة بيانات برودواي على الإنترنت (الإنجليزية)
- إلين تيري على موقع قاعدة بيانات برودواي على الإنترنت (الإنجليزية)
- إلين تيري على موقع قاعدة بيانات الأفلام السويدية (السويدية)
- إلين تيري على موقع إن إن دي بي (الإنجليزية)
- مؤلفات Ellen Terry في مشروع غوتنبرغ
- Ellen Terry at the Family Records Centre
- Links to descriptions of Terry's performances with photos
- Profile and photos of Terry
- Terry bibliography
- Links to Photos and a review of Terry
- Photos of Terry and of her funeral
- Paintings and other images of Terry
- Drawing of Terry as Portia in The Merchant of Venice
- Drawing of Terry and Irving as Ophelia and Hamlet and information from the People Play website
- Photos of Terry's home at Smallhyth and of Terry
- Photographs, etchings and biographical material relating to Ellen Terry at the Toronto Public Library
- AHRC Ellen Terry and Edith Craig Archive Database